# Xestia lehmanni
Xestia lehmanni là một loài bướm đêm trong họ Noctuidae.